# Air Gear
Air Gear (jap. エア・ギア) ist eine Manga-Serie des japanischen Zeichners Oh! Great, die auch als Anime-Fernsehserie umgesetzt wurde. Der über 6.000 Seiten umfassende Manga lässt sich der Shōnen-Gattung zuordnen, richtet sich also vorwiegend an ein jugendliches, männliches Publikum. Er wurde 2012 mit 357 Kapiteln beendet.
Das Werk handelt vom Sport mit futuristischen Inline-Skates und lässt sich in die Genre Sport und Action einordnen. Auch Comedy ist enthalten, jedoch ist der Manga vorwiegend ernst. Da viel nackte Haut entblößt wird, kann man den Manga auch in das Genre Ecchi kategorisieren.

## Inhalt

### Air-Trecks (A.Ts.)

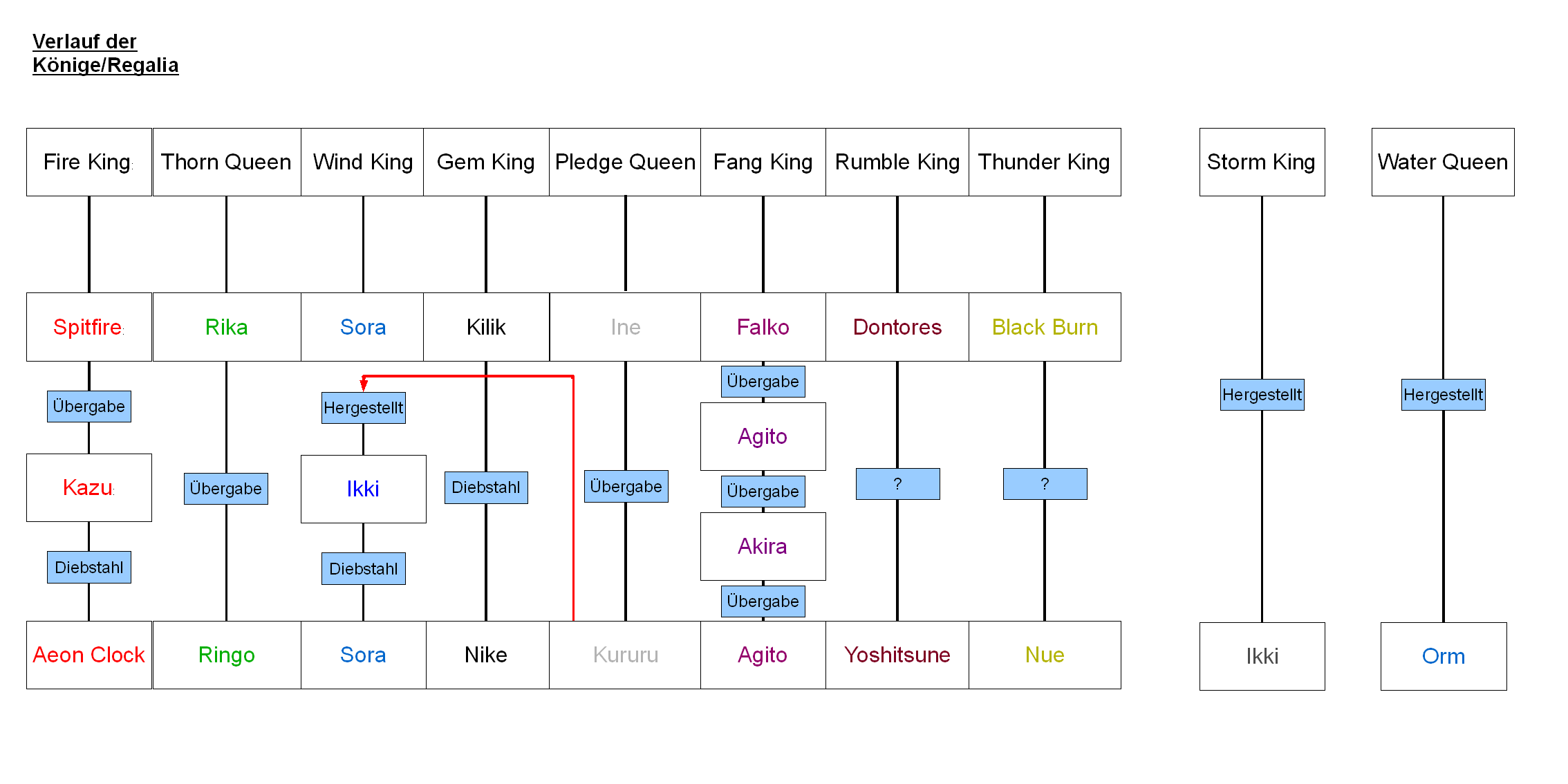
Eine Graphik der Abläufe um die Könige und deren Regalia

Air-Trecks sind, ähnlich wie Inline-Skates, Schuhe mit Rollen, jedoch haben sie zusätzlich Motoren an den Rädern. Diese machen hohe Geschwindigkeiten und weite Sprünge möglich. Zudem besitzen sie eine Speicherkarte, die Daten des Fahrers sammelt. Die Air-Trecks können aus verschiedenen Teilen individuell zusammengestellt werden. Mit diesen Air-Trecks treten Jugendliche in Wettkämpfen gegeneinander an. Die, die sich zu Gruppen zusammengeschlossen haben und an diesen Wettkämpfen teilnehmen, werden Storm Riders genannt.
Die meisten Storm Riders entscheiden sich früher oder später für einen bestimmten Fahrstil, eine Road. Jede Road hat einen König, einen besonders starken Rider. Zu Beginn der Serie gibt es acht Könige, später werden es mehr. Die Könige besitzen in ihren Air-Trecks auch besondere Teile, die Insignie, die ihnen spezielle Fähigkeiten verleihen. Um diese aber optimal zu nutzen, brauchen sie einen Tuner, der die Insigne an ihre Körper anpasst.

### Storm Rider
Die Storm Rider haben eine Art Rangfolge, in der sie je nach Erfahrung und Können unterteilt werden. Die Teams können gegen gleichwertige Teams aus einer höheren Klasse in verschiedenen Wettkämpfen antreten, um in den Klassen „F“ bis „A“ aufzusteigen. Das Fahren als Storm Rider unterliegt gewissen Regeln, die jeder Storm Rider einzuhalten hat. Als Storm Rider tritt man in Kämpfen 5 gegen 5 an. Bei 3 Siegen in Folge steigt das Team in die nächsthöhere Klasse auf.

### Handlung
Der Schüler Minami „Ikki“ Itsuki ist Anführer einer Gang und wohnt bei den vier Schwestern Noyamano, die ihn aufgenommen haben, als er noch klein war. Als er eines Tages von der Bande Skull Saders mit Air Trecks geschlagen wird, kehrt er nach Hause zurück. Ikki stiehlt aus Frust ein paar Air-Trecks und das Emblem des Teams „Sleeping Forest“ dem seine Schwestern angehören. Allerdings erfährt er von der Existenz des Teams und der Bedeutung des Emblems erst später. Nachdem er die A.T.'s ausprobiert hat, wird er von einer Underground-A.T.-Ladenbesitzerin zum nächtlichen Stormrider-Treffen geführt. Dort fordert er durch ein Missverständnis die Skull Saders heraus. Das Duell endet unentschieden da der Anführer der Skull Saders Ikkis Sieg nicht anerkennt. Im späteren Handlungsverlauf gründet mit seinen Freunden Mikura Kazuma und Onigiri ein eigenes Team, die Kogarasumaru. Nachdem er das Team Könige der Nacht besiegt, stößt auch deren Anführer Mihotoke Issa aka Fats Buccha zu ihnen. Auch Agito/Akito, der Fang King gehört zu seinem Team. Nun will Ikki einer der acht Könige werden.

## Stil
Die Werke von Oh! Great, dem Mangaka von Air Gear und Tenjo Tenge, enthalten meist Action, Gewalt und Fanservice. Die weiblichen Charaktere sind durchgehend als Bishōjo gestaltet.

## Veröffentlichung
Air Gear erschien von Ausgabe 49/2002 bis 25/2012 (23. Mai 2012) wöchentlich in Einzelkapiteln mit Verkaufszahlen von bis zu zwei Millionen pro Ausgabe des publizierenden Manga-Magazins Shōnen Magazine. Der Kōdansha-Verlag fasste diese Einzelkapitel auch in 37 Sammelbänden zusammen.
In den USA erscheint der Manga seit Juli 2006 bei Viz Media, in Frankreich bei Pika Édition und auf Italienisch bei Planet Manga. Auf Deutsch sind seit April 2008 acht Bände beim Heyne Verlag erschienen. Die deutsche Übersetzung stammt von Alexandra Klepper. Jedoch hat Heyne alle Mangaproduktionen eingestellt und Air Gear wurde noch nicht von einem anderen Verlag übernommen.

## Adaptionen

### Anime
2006 produzierten die Studios Toei Animation und Marvelous Entertainment unter der Regie von Hajime Kamegaki eine 25-teilige Anime-Fernsehserie zum Manga. Das Charakterdesign wurde entworfen von Masayuki Satō. Der Anime wurde vom 5. April bis zum 27. September 2006 kurz nach Mitternacht (und damit am vorigen Fernsehtag) durch den Sender TV Tokyo in Japan gezeigt. Mit bis zu einer Woche Versatz dazu folgten TVQ Kyūshū, TV Ōsaka, TV Aichi, TV Hokkaidō und TV Setouchi, sowie landesweit später ab 31. August AT-X.
ADV Films veröffentlichte die Serie in den USA und Kaze in Frankreich. ABS-CBN strahlte den Anime auf den Philippinen aus. In Deutschland ist die Serie seit 2007 in 3 Einzel-DVD-Boxen und seit 2009 auch in einer Gesamtausgabe von Anime Virtual erhältlich.

#### OVA
Studio Satelight produzierte spätere die 3-teilige Original Video Animation Air Gear: Kuro no Hane to Nemuri no Mori – Break on the sky unter der Regie von Shinji Ishihira.
Die erste Folge war der limitierten Fassung des 30. Mangabandes vom 17. November 2010 beigelegt und handelt vom 16. Mangaband. Die zweite Folge aus dem 31. Band vom 7. März 2011 und die dritte Folge aus dem 32. Band vom 17. Juni 2011 handeln von dem 24. und 25. Mangaband.

#### Synchronisation
| Rolle                | Japanischer Sprecher (Seiyū) | Deutscher Sprecher        |
| -------------------- | ---------------------------- | ------------------------- |
| Minami „Ikki“ Itsuki | Kenta Kamakari               | Konrad Bösherz            |
| Ringo Noyamano       | Mariya Ise                   | Rubina Kuraoka            |
| Ume Noyamano         | Yukiko Hanioka               | Susanne Geier             |
| Mikan Noyamano       | Seika Hosokawa               | Tina Haseney              |
| Rika Noyamano        | Naoko Matsui                 | Anja Rybiczka             |
| Kazumi „Kazu“ Mikura | Ken'ichiro Ohashi            | Jan Rohrbach              |
| Onigiri              | Masami Kikuchi               | Jesco Wirthgen            |
| Akito Wanijima       | Kokoro Kikuchi               | Constantin von Jascheroff |
| Simca                | Rie Tanaka                   | Angela Ringer             |
| Kōji Magaki          | Nobuyuki Hiyama              | Gerald Paradies           |
| Issha Mihotoke       | Hitoshi Bifu                 | Oliver Siebeck            |
| Mari Tomita          | Noriko Shitaya               | Cathlen Gawlich           |
| Reng Fa              | Rumi Shishido                | Catrin Dams               |
| Spitfire             | Kenjirou Tsuda               | Alexander Doering         |
| Akira Udou           | Kenji Nojima                 | Jaron Löwenberg           |

#### Musik
Die Musik der Serie wurde produziert von skankfunk. Der Vorspanntitel ist chain von Back-on, als Abspannlied verwendete man Sky-2-High von skankfunk. Die Musik wurde auch auf zwei CDs und einer Single veröffentlicht.

### Musical
Im Januar 2007 wurde ein Musicals auf Basis des Mangas im Space Zero in Tokio und im Theater BREAVA in Osaka aufgeführt. Zur Besetzung des Musicals gehörten auch die Synchronsprecher Kenn und Kamakari Kenta, die ihre Rollen aus dem Anime spielten. Im April 2007 folgte die Fortsetzung Air Gear vs. Bacchus Super Range Remix.
Die OVA-Reihe verwendete im Abspann für die erste Folge Forest Walker, für die zweite Folge Miss X DAY und für die dritte Folge Sweet Home Battle Field, jeweils von a flood of circle.

## Auszeichnungen
Der Manga wurde 2006 mit dem Kōdansha-Manga-Preis in der Kategorie Shōnen ausgezeichnet.

## Rezeption
Laut der deutschen Fachzeitschrift Funime bietet die Handlung von Air Gear wenig neues und verläuft nach dem üblichen Schema kampforientierter Animes. Comedy, Fanservice und Nebenplots brächten zwar zu Anfang Abwechslung in die Geschichte, kämen später aber nicht mehr zum Zug oder wirkten überzogen, sodass nur wenig abwechslungsreiche Kämpfe blieben. Die Musik sei flott und die Animation und Zeichnungen für eine Fernsehserie recht ordentlich. Die einfach gehaltenen Charaktere würden durch die Hintergründe ausgeglichen. Die deutsche Synchronfassung sei bis auf kleinere Fehler gut gelungen.